# Смирнов, Игорь Иосифович
Игорь Смирнов-Охтин (Смирнов Игорь Иосифович) ( 6 мая 1937, Ленинград —  28 сентября 2023, Санкт-Петербург, Россия) — русский прозаик, эссеист и публицист.

## Биография
Родился в Ленинграде 6 мая 1937 года в семье врача-стоматолога; мать — служащая. Выжил во время блокады Ленинграда. 
Окончил Ленинградский институт инженеров железнодорожного транспорта (ЛИИЖТ) по специальности «инженер-строитель» в 1959 году. Работал на инженерных изысканиях (1959—1962) и в строительном проектировании (1962—2000). Член Союза писателей Санкт-Петербурга, Союза российских писателей, литературный секретарь Международной федерации русских писателей. До 2000 года жил в Ленинграде — Санкт-Петербурге, затем — в Санкт-Петербурге и в Мюнхене.

## Литературная деятельность
Сформировался как писатель в ленинградском андерграунде, в литературных объединениях при «Доме детской книги» и «Доме писателей» (ЛИТО Бакинского). Его творчество характеризует жанровое и стилистическое разнообразие, богатая, порой причудливая, фантазия, мастеровитость, отличная выделка текстов и… о чём, в каком жанре ни писал бы С.-О. — будь то традиционная беллетристика, эссе, сборник современных фацеций или «абсурдинок» — даже в якобы несерьёзных текстах «…смыслы торчат, как иголки из ежа» (Костырко С.).
Сочинять прозу начал в студенческие годы. При «Доме детской книги» для начинающих авторов издавался альманах «Дружба». В 1967 под псевдонимом Игорь Иг была напечатана сказка «Пятеро новосёлов», и с тех пор до 1975 в сборниках «Дружба» под тем же псевдонимом публиковались рассказы С.-О.
Но печататься удавалось лишь эпизодически. Существенным препятствием оказалась стилистическая индивидуальность С.-О., а также игровая, карнавальная природа большей части прозаических произведений. В 1969 «Лениздат» оставил без внимания рекомендацию «Конференции молодых писателей Северо-запада» (семинар Льва Успенского) об издании сборника рассказов.
Другой, более серьезной препоной был предосудительный, в понимании идеологической полиции, творческий и дружеский круг общения автора (писатели Вадим Нечаев, Андрей Арьев, Сергей Довлатов, Владимир Марамзин, Игорь Ефимов), а также его мировоззренческие позиции — полярные официальной догме. В силу последних обстоятельств окончилась провалом попытка издать в Детгизе отдельной книгой повесть в 7 авторских листов. Несмотря на прекрасные отзывы писателей Вольта Суслова и Аркадия Минчковского («Я прочитал талантливую повесть Игоря Охтина и не боюсь начинать рецензию столь решительным заключением, ибо это действительно так»), и активную поддержку писателя Радия Погодина, процедура пресеклась после подписания договора главным редактором. Как получилось выяснить Р. Погодину, имя С.-О. было в «чёрных списках», доступ к которым имели только директора издательств.
История с несостоявшейся книгой, на написание которой и последующие редакционные мытарства ушло шесть лет, и обнаружение факта своей «закрытости» стали кардинальной вехой в творческой жизни С.-О. Ему пришлось «пересчитать» литературную судьбу и окончательно осознать принадлежность литературному андерграунду.

## Книги
С.-О. был принят (1982) в Творческое объединение литераторов Клуб-81 (собравший литераторов «второй» культуры) и стал одним из авторов клубного сборника «Круг».
А в 1979 была начата работа над романом, принципиально свободным от всяких идеологических пристрастий и тем самым не предназначавшийся для советских издательств. В 1991 роман «Кружится ветер…» (50 а. л.) был закончен. Это было уже время, когда автору, известному лишь в литературных кругах, опубликовать большое произведение ни на Западе, ни в своей стране было практически невозможно. Но журнал «Нева» отвёл всё же три своих номера для публикации (1994) журнальной версии. А ещё ранее по рукописи романа С.-О. приняли в «Союз писателей С.-Петербурга».
При всех неоспоримых достоинствах романа, главная его литературная значимость в том, что после Достоевского впервые появился в полной мере роман полифонический. Полифонизм не остался не замеченным. «Писатель, чутко расслышавший главную мелодию Достоевского, уразумевший его художественный опыт, понявший, как органично связаны детективность, скандальность, внутренний надрыв, психологическая прихотливость, напряженный юмор, полифоническая говорливость, ощущение человеческой тайны и любовь к разноцветной, изматывающеё, но драгоценной жизни, такой писатель (может, сам в том сомневаясь) так или иначе, а напоминает читателю: Истина Смерть Одолеет» (Немзер А. — С. 369). «…убедительное описание большой группы советских бесов в традиции Достоевского и Андрея Белого» (Крестинский А. — «Рекомендация в СП СПб»). «…это произведение, в котором прослеживаются традиции и полифонической и постмодернистской прозы, свидетельствует о зрелом мастерстве и твёрдой писательской руке» (Штемлер И. — «Рекомендация в СП СПб»).
Роман оказался не только замечен критикой, но и хорошо ею принят. «…особо замечательны женские образы романа. Они выписаны столь нешаблонно, что станут неожиданностью даже для истинных знатоков литературных героинь» (Хорин С. — С. 3).
«…скрупулёзное повествование об экзистенциальных и социальных коллизиях, изведанных нами совсем недавно. Собственно говоря, весь роман может быть назван „Храмом заблуждения“, и заслуга прозаика в том, что подобный храм ему удалось выстроить» (Арьев А. — С. 3). «…По-видимому, нужно быть неофициальным литератором, чтобы так выпукло и остроумно описать официальную жизнь советского общества — жизнь одного из тех учреждений, в которую мы вступали с трепетом в молодости и покидали навсегда под обязательные речи учрежденческих философов. До свидания, этот мир — фальшиво Византийский и грустно-человеческий! Этот роман — любовно сделанное тебе надгробье» (Иванов Б. — Рецензия для издательства).
В 1995 году роман вышел отдельной книгой и был представлен на литературные премии «Букер» и «Северная Пальмира».
В 1996 году появились «Правдивые истории про достославного О’Тадоя» — веселые и поучительные, в жанре фацеций, про придуманного С.-О. полусказочного богатыря.
В 2007 году в изд. «Алетейя» выходит книга «Былое бездумье. Опыт лоскутного романа» манифестируя свою принадлежность к двум жанрам: «лоскутному роману» и «новой мемуаристике». По трактовке С.-О. особенность «лоскутного романа» в том, чтобы общая композиция книги, составленной из отдельных произведений, подчинялась единой существенной мысли или метафоре. Содержание «новой мемуаристики», как уже оформившегося литературного течения (беллетристика на конкретных жизненных материалах — связующее звено между фактом и вымыслом), закреплено в Манифесте трёх питерских писателей — Рекшан В., С.-О., Шпаков В. («Литературная Россия». — 13 апреля 2007). Книга вошла в шорт-лист Бунинской премии (2008).
Лирическая комедия «День, который так полон радости», хотя и принятая к постановке тремя питерскими театрами (2000), по сей день остаётся с не сложившейся театральной судьбой в родном автору городе. Зато белорусские зрители познакомились и оценили пьесу. После публикации в «Балтийских сезонах» её поставил Гродненский областной театр (2006) под названием «Мальчик и Маргарита» и 7 сезонов спектакль не сходит с театральной афиши. В 2007 театр привёз эту работу на фестиваль «Балтийский дом», где она была горячо принята залом, но особых похвал критиков удостоился автор пьесы. «…режиссёр открыл нового автора — Игоря Смирнова-Охтина, петербургского прозаика… Пьеса с роскошной женской ролью. В ней ощущается некий петербургский колорит, володинская традиция, идущая от „Пяти вечеров“ — за негромкой лирической комедией скрыты глубокие человеческие взаимоотношения». (Кекелидзе Э)
В 2009 году «Новое литературное обозрение» выпускает книгу «Пушкин, Хармс и другие» (рисунки Дмитрия Шагина) — сборник весёлых историй и анекдотов, как о самом Хармсе, так и о многих литературных и исторических персонажах. По внешним приметам это абсурдистская проза, пародирующая творчество обэриутов. Однако, как отметила Березнякова Л., в хармсовском абсурдизме события и персонажи вовсе лишены смысловой нагрузки, а С.-О. сохранил достоверность исторических событий и точность психологических портретов, намеренно помещая персонажи в разные исторические отрезки времени, не без остроумия пытаясь переосмыслить историю, пробуя на прочность привычные исторические установки.
Книга создана на основе текстов более ранних книг «Вспоминая Даниила Хармса» и «Правда о Пушкине».
В 2010 году вышла книга «Ничего страшного. Из серии лоскутных романов» (изд. «Алетейя») — Традиционное беллетристическое произведение, продолжающее, как видно из названия, жанр «лоскутных романов». А в 2012 году «Издательство Союза писателей Санкт-Петербурга» издало сборник повестей, рассказов, эссе под названием «GAUDEAMUS ВСЕЛЕНСКИЙ ГАУДЕАМУС. Пёстрые тексты»
С.-О. известен как литературно-общественный деятель. Входил в Правление «Клуба-81», занимался организацией выступлений членов клуба на городских площадках. Переправил в США (изд. «Ардис») все тексты Сергея Довлатова. Литературный секретарь Международная федерация русских писателей, учрежденной в 2005 по его инициативе и объединившей литераторов, живущих в России и за рубежом.